# خون (فیلم ۲۰۰۴)
خون (به هندی: Rakht) فیلمی محصول سال ۲۰۰۴ و به کارگردانی ماهش مانجرکار است. در این فیلم بازیگرانی همچون بیپاشا باسو، سانجی دات، دینو مورئا، سونیل شتی، آمریتا ارورا، نیها دوپیا، شارات ساکسنا، پایال روهاتگی، شیواجی ساتام، آبیشک باچان ایفای نقش کرده‌اند.